# Amphipsylla quadratedigita
Amphipsylla quadratedigita är en loppart som beskrevs av Liu Chiying, Wu Houyong et Wu Foolin 1965. Amphipsylla quadratedigita ingår i släktet Amphipsylla och familjen smågnagarloppor. Inga underarter finns listade i Catalogue of Life.